# Grotta Zinzulusa
La Zinzulusa è una grotta naturale costiera che si trova lungo il litorale salentino tra Castro e Santa Cesarea Terme, una delle più note grotte anchialine dell'Italia meridionale.

## Etimologia
La denominazione della grotta deriva dal termine dialettale "zinzuli", stracci, ed è dovuta alle formazioni carsiche, in particolare stalattiti, che pendono dal soffitto come fossero fili appesi. La formazione della grotta, avvenuta per erosione marina, è ricondotta al periodo del Pliocene.
Tuttavia la grotta non ha solo origini carsiche ma anche tettoniche alluvionali. 

## Scoperta
La prima citazione della grotta si trova negli scritti del vescovo di Castro, Antonio Francesco del Duca, che in una lettera del 1793 fa una dettagliata descrizione del sito. Riferimenti o descrizioni successivi si dovettero anche a Teodoro Monticelli (1807), Brocchi (1821), Cosimo De Giorgi (1874), Ulderico Botti (1870-1874) e Armando Perotti (1871).
Tuttavia, esplorazioni e pubblicazioni scientifiche sistematiche si ebbero solo dal primo dopoguerra, inaugurate dalle scoperte di Filippo Bottazzi, Pasquale De Lorentiis e Gino Stasi. Fino almeno alla fine degli anni Cinquanta, la grotta fu oggetto di interessi scientifici riguardanti gli aspetti storici, geologici, etnologici e biologici.

## Descrizione

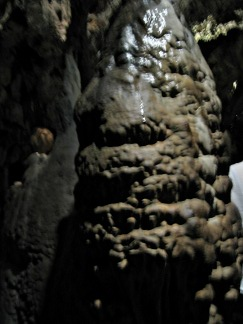
Una stalagmite.

La grotta si può articolare in tre settori distinti:
- Ingresso - Si caratterizza per la grande varietà e quantità di stalattiti e stalagmiti che hanno una straordinaria somiglianza con oggetti. In questa zona, attraverso un lungo corridoio denominato delle Meraviglie si trova un piccolo lago, di acqua limpidissima dolce mista a infiltrazioni marine, chiamato Trabocchetto.
- Cripta - La grotta continua con una grande cavità denominata cripta o Il Duomo, caratterizzata da pareti lisce alte fino a 25 metri; questa parte di grotta pare risalire al Cretacico. La grotta era abitata da un gran numero di pipistrelli, che l'avevano ricoperta con il loro guano per 5-7 metri. Il guano, solido e su cui era possibile camminare, fu estratto negli anni 1940 da operai che crearono anche i camminamenti interni, oggi usati per le visite turistiche. I pipistrelli non abitano più la grotta.
- Fondo - È la parte terminale della grotta, che giunge fino a 160 metri oltre l'ingresso, anch'essa ricavata in rocce cretaciche, e ospita il piccolo bacino chiuso del Cocito. Le acque sono caratterizzate da una stratificazione: nella parte bassa sono calde e salmastre, mentre in superficie sono dolci e fredde.

La grotta presenta ulteriori bacini interamente sommersi, esplorati fino a 260 metri dall'ingresso.

## Fauna acquatica
La grotta è invasa da acque sia marine che dolci sorgive, limpidissime e fredde. È particolarmente interessante dal punto di vista faunistico la presenza di poriferi, organismi generalmente non adatti ad ambienti isolati; in generale, la grotta ospita un'inusuale diversità biologica, con presenza anche di specie endemiche della grotta.
Nel 1923 Filippo Bottazzi, Pasquale De Laurentiis e Gino Stasi vi hanno scoperto la Typhlocaris salentina e un crostaceo ipogeo, a cui è stato dato il nome di Spelaeomysis bottazzii in onore dell'illustre fisiologo.

## Turismo
Nel periodo estivo la grotta è molto frequentata. In media è visitata da 100.000 turisti all'anno, con picchi di 3.500 visitatori al giorno. La parte aperta al pubblico sono i primi 150 metri della grotta, mentre la parte restante, in parte inondata, non è accessibile per la notevole importanza della sua biodiversità.

## Tutela
Nel 1999 il Karst Waters Institute (KWI) di Lewisburg in Pennsylvania ha inserito la grotta nella lista dei 10 sistemi carsici mondiali a maggior rischio, di cui è necessario garantire una adeguata tutela.

## Cinematografia
Nel 1968 in questa grotta furono girate da Carmelo Bene alcune sequenze del film Nostra Signora dei Turchi. 
Nel 2019 Carlo Verdone ha utilizzato la grotta come ambientazione finale del suo film Si vive una volta sola uscito su Prime Video il 13 Maggio del 2021.
A questa grotta si riferisce Checco Zalone nella clip "La Vacinada", pubblicata il 30 aprile 2021, quando, all'inizio, chiede ad Helen Mirren dove si trovi la Grotta Zinzulusa (minutaggio 00:20).